# 2001 KE77
2001 KE77, também escrito como 2001 KE77, é um objeto transnetuniano (TNO) que está localizado no cinturão de Kuiper, uma região do Sistema Solar. O mesmo possui uma magnitude absoluta de 7,2 e tem um diâmetro com cerca de 160 km.

## Descoberta
2001 KE77 foi descoberto no dia 24 de maio de 2001 pelo astrônomo Marc W. Buie.

## Órbita
A órbita de 2001 KE77 tem uma excentricidade de 0,186 e possui um semieixo maior de 45,386 UA. O seu periélio leva o mesmo a uma distância de 36,966 UA em relação ao Sol e seu afélio a 53,806 UA.